# Maruzen Intec Osaka Pool
Maruzen Intec Osaka Pool (jap. 丸善インテック大阪プール Maruzen Intekku Ōsaka Pūru; w srócie: Osaka Pool 大阪プール Ōsaka Pūru) – hala sportowa w Osace, w Japonii. 
Obiekt sportowy dysponujący trzema basenami, które zimą można zamieniać w lodowisko wykorzystywane do przeprowadzania zawodów w łyżwiarstwie figurowym, hokeju na lodzie i łyżwiarstwo szybkie zimą.
W 2000 roku odbyły się tu Mistrzostwa Czterech Kontynentów w Łyżwiarstwie Figurowym. Cały obiekt zajmuje powierzchnię 25 138 m². Pojemność hali wynosi 3500 osób.
Hala Osaka Pool, wraz z Maruzen Intec Arena Osaka i innymi obiektami, jest usytuowana w Yahataya Sports Park Center, w skrócie Yahataya Park.

## Baseny
- Basen 50 m (od maja do września)[2]:

wymiary: 50 m na 26 m,
głębokość: 0–3 m (zazwyczaj 1,5 m).
- Basen 25 m (całoroczny)[3]:

wymiary: 25 m na 17 m,
głębokość: 1,3 m.
- Basen do nurkowania (od maja do września)[2]:

wymiary: 25 m na 22 m,
głębokość: 0–5 m.
- Lodowisko (od listopada do kwietnia)[4]:

wymiary: 60 m na 30 m.
Obiekt posiada także salę konferencyjną i garderobę.